# Kasteel Avestein
Het kasteel Avestein (ook wel genoemd slot Avestijn) lag tot 1808 in de Laverdonk bij Dinther in Staats-Brabant, de tegenwoordige Nederlandse provincie Noord-Brabant.
De oorspronkelijk benaming is waarschijnlijk “Auesteijn”. “Aue” betekent dan oude en de betekenis van “steijn” is burcht of kasteel. In de middeleeuwen werden de u en de v op dezelfde wijze geschreven. Vanaf 1662 komt de schrijfwijze met een v voor. Eigenlijk is het niet zo’n belangrijk landgoed geweest. Dat werd het pas toen het samen met het er achter gelegen “Ridderhof ten Bogaarde” in de handen kwam van één eigenaar.

## Geschiedenis
De oudst bekende eigenaar van slot Avesteijn was jonkheer Ido Gramey. Deze verkocht het aan twee broers, Lambrecht en Bruno Ter Heerenhaeff. Wanneer deze verkoop plaatsvond, is niet bekend. Wel is bekend dat in 1654 Segewalt Ter Heerenhaeff tot Gruthuys, zoon van Lambrecht, heer van Avestein was. Dat is ook het oudste jaartal dat met zekerheid aan Avesteijn gekoppeld kan worden.
De vrouw van Segewalt was Maria van Rijsenburg. Toen zij in 1690 overleed, werd haar zoon Gerard Jan Ter Heerenhaeff heer van Avestein en van het Ridderhof ten Bogaarde. Deze Gerard stierf al in 1695 en liet een erfenis na met alleen maar schulden. Zijn erfgenaam, Arnout Ter Heerenhaeff, verkocht (noodgedwongen, samen met de curator) op 5 augustus 1695 alle onroerende goederen, waartoe behalve het huis Avestein ook het Ridderhof ten Bogaarde behoorde. De twee kastelen werden gekocht door Willem Lodewijk Graham en zijn vrouw Sara van Couwenhoven; Avesteijn voor f. 8.340,- en ten Bogaarde, met ongeveer 30 ha grond, voor f. 9.930,-
Na de dood van Willem Lodewijk Graham, die in oktober 1741 stierf, was ook zijn erfenis zozeer met schulden beladen dat de goederen weer publiek verkocht moesten worden. Hun zoon, de luitenant-kolonel Willem Graham, schijnt de koper te zijn geweest, althans na de dood van zijn vader treedt hij op als heer van Avestein en het Ridderhof ten Bogaarde. Willem Graham op zijn beurt liet de goederen na aan de vrouw van zijn overleden broer, Wilhelmina Laurentia van Oerle, dochter van een Schijndelse predikant, die reeds in Dinther woonde. Zo werd zij vrouwe van Avesteijn en van ten Bogaarde. Uit haar huwelijk met Arend Graham werd slechts één zoon geboren, Jan Jacob Graham, die op 17 november 1766 door zijn moeder tot stadhouder van “ten Bogaarde" werd benoemd. Hij trouwde met Clara van Loon en zij kregen drie kinderen.
Jan Jacob Graham stierf vóór zijn moeder, die op Avestein overleed op 15 februari 1799. Bij akte van 3 juli 1799 verdeelden haar 3 kleinkinderen de nalatenschap van hun grootmoeder. Daarbij kreeg Arendina Wilhelmina Laurentia Graham, gehuwd met Dirck Hanegraaff het kasteel Avestein en de hoeve ten Bogaarde. 3 Jaar later op 22 november 1802 verkocht Dirck Hanegraaff namens zijn vrouw de hoeve „het Ridderhof ten Bogaarde”. Op 3 mei 1806 verkocht deze Dirk Hanegraaff het slot Avesteijn voor f. 2.700,-- voor de sloop. Het moest op 1 november 1808 afgebroken zijn. De plaats, waar genoemde kastelen eens stonden, werd 13 maart 1883 door de erven van Aldegondis Lansdael publiek verkocht aan Henricus Christianus Godschalk, burgemeester van Berlicum.